# صلاح عبید
صلاح عبید (انگلیسی: Salah Obeid) بازیکن فوتبال اهل عراق بود.
وی همچنین در تیم ملی فوتبال عراق بازی کرده‌است.